# Distrito de Khunti
Khunti (en hindi; खूंटी जिला) es un distrito de la India en el estado de Jharkhand. Código ISO: IN.JK.KH.
Comprende una superficie de 2 611 km².
El centro administrativo es la ciudad de Khunti.

## Demografía
Según censo 2011 contaba con una población total de 530 299 habitantes, de los cuales 264 360 eran mujeres y 265 939 varones.